# Skotyzm
Skotyzm, szkotyzm – kierunek teologii katolickiej zapoczątkowany w XIII wieku przez Jana Dunsa Szkota i w XXI stuleciu dalej rozwijany; pod pewnymi względami stanowi antytezę tomizmu. Jak podaje Mały słownik teologiczny:
„obok metafizycznych różnic w stosunku do tomizmu skotyzm charakteryzuje podkreślenie, że istotę boską najlepiej pojmować jako miłość, z czego wynika prymat woli, wolności i indywidualności, podkreślenie chrystocentryzmu, utożsamienie łaski usprawiedliwiającej z miłością, [...] krytyczne ujęcie funkcji samej teologii.”